# Zatorze (Olsztyn)
Zatorze – osiedle (jednostka pomocnicza gminy) stanowiące część oficjalnego podziału administracyjnego Olsztyna, leżące w północnej części miasta. Osiedle charakteryzuje się zarówno najwyższą gęstością zaludnienia w Olsztynie, jak i najmniejszą powierzchnią spośród osiedli.

## Historia

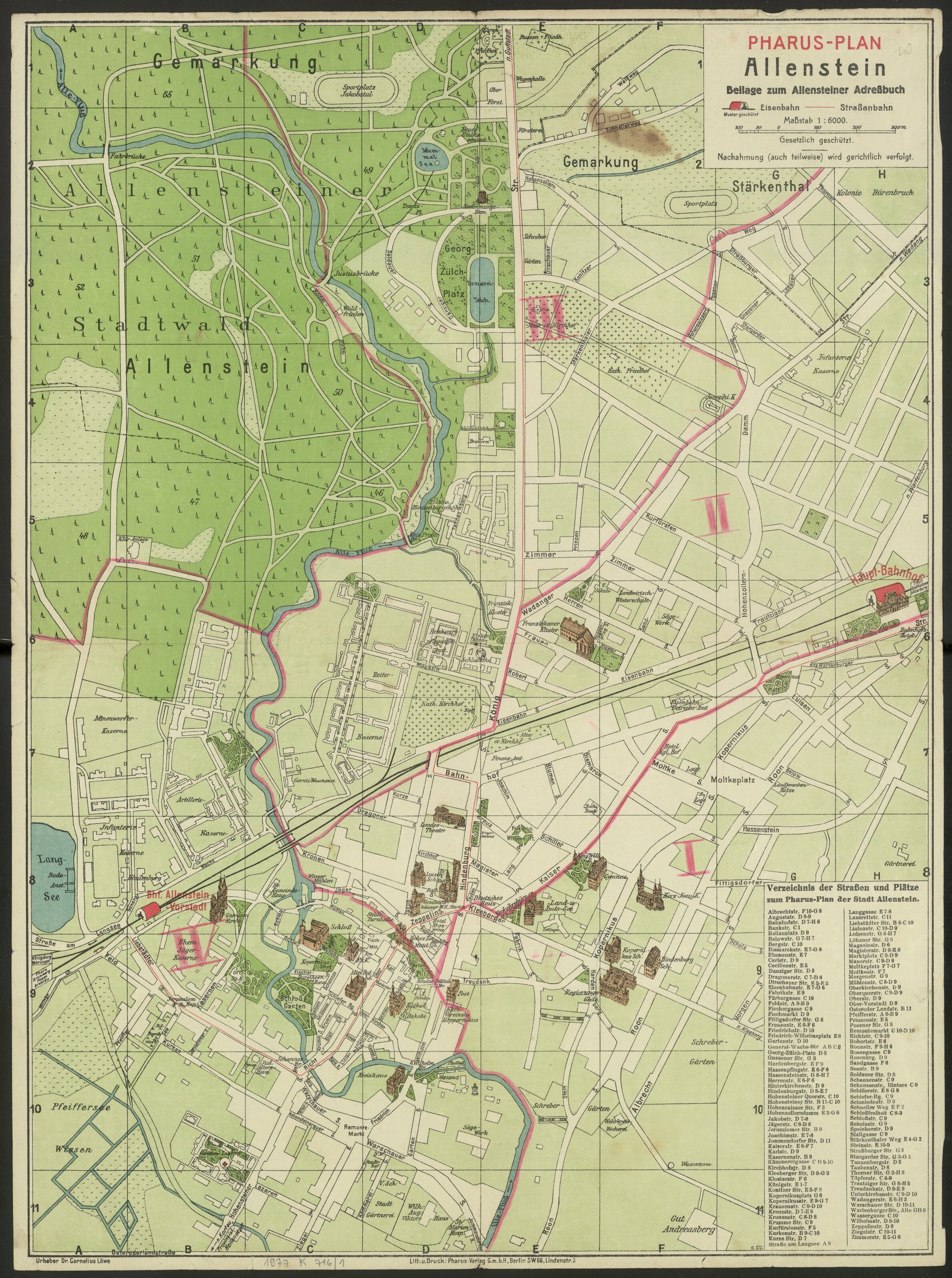
Zatorze na planie Olsztyna z 1925 roku

Zatorze jest jedną ze starszych dzielnic Olsztyna. Powstało po wybudowaniu w latach 1871-1872 linii kolejowej. Starsze zabudowania zostały odgrodzone od reszty miasta torami. Dzięki istnieniu węzła kolejowego Zatorze rozwijało się niezwykle dynamicznie.

## Granice osiedla
- od wschodu: granica przebiega w kierunku południowo-wschodnim i południowym al. Sybiraków, następnie ul. B. Limanowskiego (zapleczem nieruchomości po stronie parzystej), dalej przecina ul. M. Zientary-Malewskiej na wysokości numeracji porządkowej 10 parzyste i 11 nieparzyste dociera do linii kolejowej, graniczy z zachodnią stroną osiedla Podleśna.
- od południa: granica przebiega w kierunku południowo-zachodnim wzdłuż linii kolejowej i graniczy z północną stroną osiedla Kętrzyńskiego.
- od zachodu: granica przebiega w kierunku północnym od linii kolejowej ul. H. Sienkiewicza do ul. Klasztornej, ulicą Klasztorną do ul. I. Kraszewskiego, ulicą I. Kraszewskiego do ul. S. Okrzei, ulicą S. Okrzei do ul. Jagiellońskiej, ulicą Jagiellońską do ul. S. Żeromskiego, ulicą S. Żeromskiego do ul. A. Puszkina, ulicą A. Puszkina do nr porządkowego 9, tu załamuje się w kierunku zachodnim i biegnie ogrodzeniem Szkoły Podstawowej Nr 13 i nieruchomości położonej przy ul. M. Rataja 10, gdzie załamuje się i dociera do ul. M. Rataja i dalej przebiega ul. M. Rataja do al. Sybiraków, graniczy ze wschodnią stroną osiedla Wojska Polskiego.

## Budynki i miejsca
- Kościół św. Józefa z 1913 r. według projektu Fritza Heitmanna
- Kościół Franciszkanów zbudowany w latach 1926 - 1927 według projektu Augusta Feddersena
- III Liceum Ogólnokształcące im. Mikołaja Kopernika
- Gimnazjum nr 12
- Szkoła podstawowa nr 1 im. Ryszarda Knosały z 1935 r.
- Przedszkole Miejskie Nr 10
- Przedszkole Miejskie Nr 19
- Gimnazjum nr 11
- Szkoła podstawowa nr 9
- Przedszkole miejskie nr 1
- Zespół Szkół Ekonomiczno-Handlowych im. Polaków spod Znaku Rodła
- Zbór Olsztyn-Zatorze Świadków Jehowy[2]

## Sieć drogowa i komunikacja
- Komunikacja miejska

Do końca 2015 przez teren osiedla przebiegały trasy 6 linii dziennych oraz jednej nocnej: 2, 7, 9, 16, 26, 31, 36, 82, 88 oraz 101.